# Gyltigesjön
Gyltigesjön är en sjö i Halmstads kommun i Halland och ingår i Fylleåns huvudavrinningsområde. Sjön är 21,6 meter djup, har en yta på 0,394 kvadratkilometer och är belägen 64,9 meter över havet. Gyltigesjön ligger i Fylleån Natura 2000-område. Sjön avvattnas av vattendraget Fylleån. Vid provfiske har bland annat abborre, braxen, gädda och gös fångats i sjön.

## Delavrinningsområde
Gyltigesjön ingår i det delavrinningsområde (629572-133990) som SMHI kallar för Utloppet av Gyltigesjön. Medelhöjden är 134 meter över havet och ytan är 6,87 kvadratkilometer. Räknas de 24 avrinningsområdena uppströms in blir den ackumulerade arean 172,78 kvadratkilometer. Avrinningsområdets utflöde Fylleån mynnar i havet. Avrinningsområdet består mestadels av skog (63 procent) och jordbruk (19 procent). Avrinningsområdet har 0,4 kvadratkilometer vattenytor vilket ger det en sjöprocent på 5,8 procent.

## Fisk
Vid provfiske har följande fisk fångats i sjön:
- Abborre
- Braxen
- Gädda
- Gös
- Id
- Mört
- Sarv
- Siklöja
- Ål